# Phrurolithus portoricensis
Phrurolithus portoricensis är en spindelart som beskrevs av Alexander Petrunkevitch 1930. Phrurolithus portoricensis ingår i släktet Phrurolithus och familjen flinkspindlar.
Artens utbredningsområde är Puerto Rico. Inga underarter finns listade i Catalogue of Life.